# Jökulsá í Lóni
Die Jökulsá í Lóni ist ein Gletscherfluss im Südosten Islands.
Der Fluss entspringt dem Vesturdalsjökull am Ostrand des Vatnajökull. Er ist 46 Kilometer lang und mündet in den Lónsfjörður. Etwa neun Kilometer vor der Mündung wird die Ringstraße mit der einzigen Straßenbrücke über die Jökulsá í Lóni geführt.
Hinter dem Ende des Kollumúlavegurs  bei Illakambur führte eine 70 Jahre alte Fußgängerhängebrücke über den Fluss zur Hütte Múlaskáli. Sie ist im Sturm im Januar 2019 zusammengebrochen und wurde dann im Juli durch eine neue ersetzt.   